# Губин Перший
Гу́бин Перший — село в Україні, у Луцькому районі Волинської області. Входить до складу Городищенської сільської громади. Населення становить 449 осіб.

## Історія
У 1570 році село належало луцьким владикам Кордеям (православним), відносилось до Луцького повіту, Чаруківської волості, на  границі Володимирського повіту;  32 км від Луцька.  В 19 столітті відомий польський письменник Ігнатій Крашевський купив Губин за 165 000 злотих. На той час в селі нараховувалось 85 будинків і 551 житель, дерев'яна церква, школа, селянської землі 1 200 десятин.  За переписом 1911 року, в Губині було 1435 жителів, дві крамниці, церква, школа, млин, мануфактура, скупка збіжжя.
У 1932 році  відбулась «комісація» — розселення селян на хутори у зв'язку з чисельністю села. Польська влада виділила селянам по 4-5 га землі для розвитку рільництва та під будівництво.
Наприкінці 1947 — на початку 1948 року почав створюватись колгосп. Першим головою колгоспу був обраний житель села Губин Бондар Олексій. Пізніше колгосп був приєднаний до угринівського господарства, та став носити назву ім. Т. Г. Шевченка.
В 1986 році господарство знову розділили та утворили колгосп ім. І. Я. Франка. 21 листопада 2003 року голові колгоспу Тарараю Василю Васильовичу присвоєно звання заслуженого працівника сільського господарства.
9 жовтня 1996 році була відкрита новопобудована православна церква Київського Патріархату св. Іоанна Богослова, настоятелем церкви став отець Андрій Шак.
В центрі села, на місці згорілої старої церкви  в 1975 році відкрито монумент воїнам-визволителям.
19 липня 2020 року в результаті адміністративно-територіальної реформи та ліквідації Горохівського району село увійшло до складу новоутвореного Луцького району.

## Населення
Згідно з переписом УРСР 1989 року чисельність наявного населення села становила 409 осіб, з яких 171 чоловік та 238 жінок.
За переписом населення України 2001 року в селі мешкало 449 осіб.

### Мова
Розподіл населення за рідною мовою за даними перепису 2001 року:
| Мова       | Відсоток |
| ---------- | -------- |
| українська | 99,78 %  |
| інші       | 0,22 %   |